# Перотти, Джулио
Джулио Перотти (итал. Giulio Perotti, настоящее имя Юлиус Протт, нем. Julius Prott; 13 марта 1841, Иккермюнде — 28 февраля 1901, Милан) — немецкий оперный певец (тенор).
Учился в берлинской Консерватории Штерна, затем у различных итальянских специалистов, в том числе в Милане у Франческо Ламперти, и наконец в Париже у Гюстава Роже. Дебютировал в 1863 г. в опере Бреслау. Пел на многих мировых оперных сценах. В частности, в 1866—1868 гг. был солистом Венской придворной оперы, в 1870 г. в лондонском театре Друри-Лейн участвовал в британской премьере оперы «Летучий голландец», в 1872 г. пел в Ла Скала, в 1888—1890 и 1899—1900 гг. в Метрополитен-опера, в 1892—1900 гг. в Будапештской опере. Среди важнейших партий Перотти — основные теноровые партии Рихарда Вагнера, в том числе Зигмунд, Зигфрид, Риенци, Лоэнгрин и Тангейзер, а также Рауль в «Гугенотах» Мейербера, Отелло в одноимённой опере Верди, Радамес в его же «Аиде», Мазаниелло в «Немой из Портичи» Обера.
С 2011 г. в родном городе Перотти проходит международный конкурс вокалистов его имени.